# Lorenzo Vaccaro

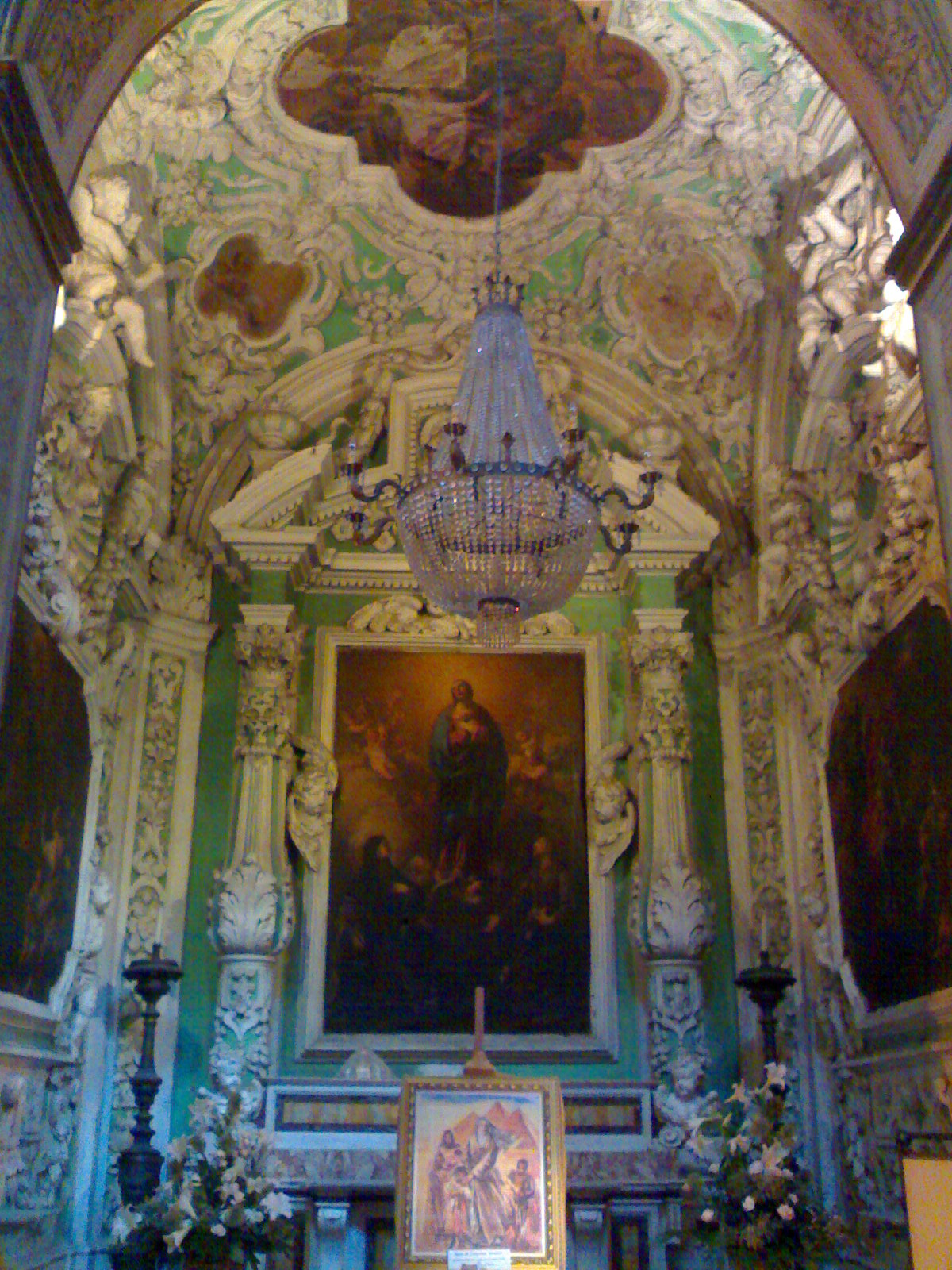
Cappella dell'Immacolata, Gesù delle monache

Lorenzo Vaccaro (Napoli, 10 agosto 1655 – Torre del Greco, 10 agosto 1706) è stato uno scultore, architetto e pittore italiano di epoca tardo-barocca, attivo principalmente a Napoli.

## Biografia
Lorenzo nacque a Napoli da Domenico, avvocato lodato nel foro, e da Candida Morvillo. L'anno successivo, durante l'epidemia di peste, morì il padre e fu allevato dalla madre. Nel 1670, Lorenzo fu presentato a Cosimo Fanzago dove apprese le tecniche della scultura e il disegno architettonico. Tra le opere della prima gioventù, potrebbe figurare anche la sepoltura del vescovo Giovanbattista Repucci, recentemente pubblicata per la prima volta da Gianpasquale Greco, nella ex-cattedrale di Vico Equense (Na). Nel 1676 ricevette la commissione di un certo Francesco Rocco per una statua ad altezza naturale come sono quella del Mastrilli nel Purgatorio ad Arco e in Santa Maria la Nova. Nel 1698 il duca di Vastogirardi Carlo Petra gli commissiona due busti marmorei di Vincenzo Petra e Domenico Petra posti sulle loro lapidi nella cappella Petra in San Pietro a Majella.
Il 3 giugno 1678 nacque Domenico Antonio Vaccaro, anch'egli artista poliedrico di fama, e nel medesimo anno, Lorenzo, lavorò a due statue per la chiesa dei Santi Marcellino e Festo. Nel 1679 fu attivo nella Cattedrale per la realizzazione di una virtù in stucco da porsi sull'ingresso della cappella del Tesoro di San Gennaro, gli fu commissionato da padre Costanzo della chiesa di Santa Maria Maggiore una lampada di argento; nel dicembre del 1679 realizzò i busti marmorei delle sirene bicaudate per la Guglia di San Domenico. Nel 1680 scolpì, per Andrea de Ponte, una statua raffigurante una donna che cavalca un delfino marino e nel novembre venne pagato per alcuni puttini marmorei per la chiesa di Santa Croce di Torre del Greco. Nel 1681 lavorò al busto marmoreo di Giacomo Capece Galeota per la cappella familiare nella Cattedrale; il 1º dicembre risultò iscritto alla Corporazione della cappella dei Santi Quattro Martiri Coronati dell'Arte de' Scultori, de' Marmi e Marmorari nella chiesa di San Pietro a Majella, nel medesimo mese realizzò la Statua di San Nicola e puttini per la chiesa di San Nicola alla Carità.
Nel 1682 realizzò sculture per la chiesa di San Giorgio Maggiore e lavorò alcuni marmi nel palazzo del Duca di Diano. Tra il 1683 e il 1685 realizzò la decorazione in stucco nelle cappelle dell'Immacolata e Santa Chiara nella chiesa del Gesù delle Monache, in contemporanea con le pitture di Luca Giordano, Francesco Solimena e Paolo De Matteis. Tra aprile e luglio eseguì il ritratto marmoreo di Onofrio Buonovicino nella cappella della villa a Barra, su commissione degli eredi, e coadiuvato da Giuseppe Mozzetti; attualmente l'opera non è stata rintracciata. Nel 1684 realizzò statue nella chiesa di Santa Caterina da Siena, il successivo anno fornì a Domenico di Nardo i modelli di sculture da realizzare in legno. Nel 1685 realizzò per conto della famiglia Macedonio gli stucchi e gli affreschi alle volte della cappella di San Giovanni Battista nel castello di Grottolella (AV) per volontà della Duchessa Emilia Cioffi, moglie del feudatario Nicola Macedonio. Nel 1686 disegnò gli stucchi per la sacrestia di San Paolo Maggiore, agli stucchi prese parte uno scultore della sua bottega: Domenico Catuogno; mentre al suo amico Solimena toccò affrescare l'ambiente. Nel 1687 lavorò, insieme ad Antonio Fontana, alle sculture e ai marmi della chiesa dei Morticelli di Foggia. Nel 1689 lavorò ai modelli di un paliotto nella chiesa di Santa Maria la Nova. Nel 1691 realizzò quattro composizioni in argento con smeraldi ed ebano che rappresentano i quattro continenti allora conosciuti su commissione del viceré Francisco de Benavides e successivamente donate a Carlo II di Spagna; oggi sono nel Tesoro della cattedrale di Santa María di Toledo. Nel 1692, su commissione di Antonio Sanfelice e Carlo Celano, fu realizzato nella basilica di Santa Restituta il panneggio di cultura berniniana su progetto di Arcangelo Guglielmelli, all'impostazione scultorea lavorarono Bartolomeo Ghetti e il Nostro al dipinto del finto proscenio. Collaborò ad un altro panneggio berniniano del Guglielmelli, coadiuvato da Pietro Scarola, nella chiesa della Compagnia della Disciplina della Santa Croce.

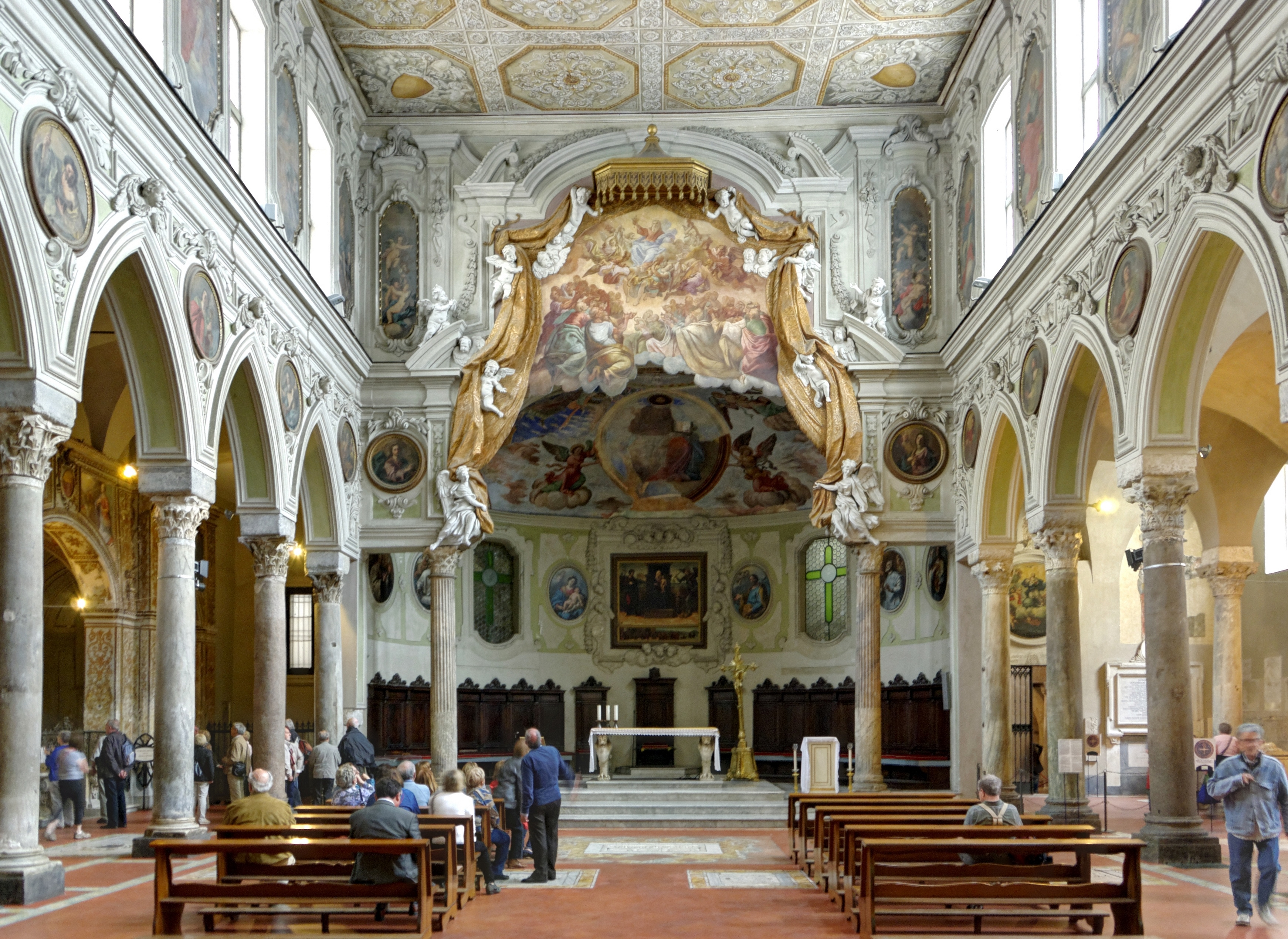
Panneggio del Guglielmelli con la collaborazione del Ghetti e del Vaccaro, Basilica di Santa Restituta

Nel 1694 lavorò, in collaborazione con Domenico Antonio, ai putti e agli intagli dell'altare maggiore nella chiesa dell'Annunziata ad Aversa. Nel successivo anno lavorò all'altare maggiore nella chiesa di San Domenico Maggiore e fu nominato governatore della Corporazione dell'Arte de' Scultori, de' Marmi e Marmorari. Nel 1696 realizzò, con il figlio, il baldacchino in argento nella chiesa di Santa Maria Donnalbina. Realizzò tre lapidi in marmo in una cappella nella chiesa di Sant'Eligio Maggiore e scolpì il bassorilievo del Martirio di San Gennaro nel santuario di San Gennaro alla Solfatara di Pozzuoli. Nel 1698 realizzò due busti marmorei nella chiesa di Santa Maria Succure Miseris nel complesso degli Incurabili e progettò gli stucchi della sagrestia del complesso di Santa Maria dei Monti. Scolpì, su commissione dell'abbadessa Caravaglia, sei puttini per la cona d'altare in Santa Maria Donnaromita, tre giorni dopo fu completata la decorazione in stucco della cupola della chiesa di Sant'Agostino degli Scalzi in collaborazione con gli allievi Bartolomeo Granucci e Nicola Mazzone. Nel 1699 fece disegni e modelli di sculture in Santa Maria della Carità e per l'altare maggiore in San Domenico e realizzò l'altare maggiore nella chiesa di San Giacomo degli Spagnoli.
Nel 1700 lavorò presso il palazzo Ischitella, alla Riviera di Chiaia, per la realizzazione di sculture in stucco. Nel 1702 gli fu commissionata una statua equestre in bronzo raffigurante Filippo V di Spagna, da posizionarsi in piazza del Gesù. Tra il 1703 e il 1704 lavorò alle sculture della certosa di San Martino. Contemporaneamente realizzò la statua di Pietro da Pisa e puttini per la chiesa di Santa Maria Maggiore a Caponapoli e alle sculture dell'edicola di San Gennaro su disegno di Ferdinando Sanfelice. Nel 1705 eseguì il modello in creta di san Sebastiano su commissione del vescovo di Aversa Innico Caracciolo; il busto fu fuso in bronzo negli anni successivi su supervisione di Domenico Antonio, l'opera è conservata presso il tesoro della cattedrale di Aversa. Realizzò, in periodo imprecisato, gli affreschi alla cappella di San Giovanni Battista annessa al castello Macedonio di Grottolella (Avellino) per volontà della duchessa Emilia Cioffi e del marito Nicola Macedonio. La cappella divenne il sepolcro della famiglia e vi riposano le spoglie della duchessa Emila Macedonio. Fu autore anche di macchine da festa come il Battaglino nel 1691. L'anno successivo realizzò il progetto di abbellimento in marmi in una cappella di San Giorgio Maggiore.
Il 10 agosto 1706, a Torre del Greco dove aveva una masseria, fu ucciso da alcuni sicari pagati forse da persone invidiose. Due giorni dopo, per desiderio della moglie Caterina Bottigliero e dei figli, fu seppellito nella chiesa di Santa Croce. Domenico Antonio si occupò di completare tutte le sue opere lasciate incompiute.